# 马里安·科瓦乔齐
马里安·科瓦乔齐（1984年9月17日—），斯洛伐克男子射击运动员，2009年世界飞碟射击锦标赛男子多向飞碟金牌得主、2023年欧洲运动会男子多向飞碟团体银牌得主、2023年世界射击锦标赛男子多向飞碟银牌得主。